# Edenbridge
Pour l’article homonyme, voir Edenbridge (Kent).
Edenbridge est un groupe de metal symphonique autrichien, avec un son metal néo-classique dans certaines chansons. Leur style musical se caractérise par des sons très aériens et par une guitare miaulante et rythmée le plus souvent utilisée en son clair.

## Biographie

### Débuts (1998–2005)
Edenbridge est formé en 1998 par le guitariste et claviériste Lanvall, sa copine et chanteuse Sabine Edelsbacher, et le bassiste Kurt Bednarsky. La line-up se complète avec le batteur Roland Navratil qui rejoint le groupe. Edenbridge se met rapidement au travail, et enregistre en studio dès 1999, après avoir signé au label discographique Massacre Records la même année. En automne l'année suivante, leur premier album intitulé Sunrise in Eden est publié. 
Le groupe ajoute un second guitariste, Georg Edelmann, à sa formation en février 2000, mais son séjour dans le groupe n'est que de courte durée. Après son départ du groupe en janvier 2001, il est remplacé par Andreas Eiblar. Sous cette formation, Edenbridge commercialise l'album Arcana (2001). Lors d'une tournée en 2002, le bassiste d'Edenbridge et membre fondateur Kurt Bednarsky quitte le groupe. En novembre, cette même année, l'album Aphelion (2002) est publié. L'album suivant enregistré en live et intitulé A Livetime In Eden est commercialisé en août 2004 deux années plus tard, peu après suivi de Shine en octobre. Durant cette période, un nouveau bassiste, Frank Bindig, rejoint le groupe. En décembre la même année, le guitariste Andreas Eibler quitte le groupe en bons termes et est remplacé par Martin Mayr.

### DeThe Grand DesignàSolitaire(2006–2014)
The Grand Design (2006), leur cinquième album studio, est enregistré au studio de Lanvall, à Farpoint Station, et publié le 16 mai 2006. Le single intitulé For Your Eyes Only est publié le 21 avril, avec une piste de l'album intitulée Evermore et une reprise du thème de James Bond For Your Eyes Only (originellement chantée par Sheena Easton), la toute première reprise commercialisée par le groupe. Edenbridge signe un contrat international au label Napalm Records. Également, le 30 janvier 2007, Edenbridge commercialise un nouvel album, The Grand Design, aux États-Unis et au Canada. Un autre album, MyEarthDream, paraît en avril 2008. 
Le 18 novembre 2008, Edenbridge annonce le départ de son bassiste Frank Bindig. En avril 2009, le groupe annonce son nouveau bassiste Simon Holzknecht, et son nouveau guitariste Dominik Sebastian. Quelques jours plus tard, le 4 mai 2009, Edenbridge fait paraître l'album LiveEarthDream, enregistré dans de nombreux concerts en 2008. Limité à un millier d'exemplaires, l'album n'est disponible que dans leur fanshop. Le groupe annonce par la suite le titre de son futur nouvel album, Solitaire, plus tard commercialisé le 2 juillet 2010. Solitaire n'atteint pas les classements musicaux autrichiens, mais la 95e place du classement allemand.
En février 2010, Edenbridge annonce le départ de son bassiste Simon Holzknecht pour des raisons personnelles. Début 2012, Edenbridge met à jour son site officiel en l'espace d'un an, expliquant que le groupe est en suspens. La mise à jour annonce également un nouvel album courant 2012. En 2012, le groupe offre à ses fans l'occasion de sponsoriser son prochain album orchestre. Fin 2012, les enregistrements pour l'album sont achevés. En 2013, l'album The Bonding est publié. Wolfgang Rothbauer rejoint le groupe à la basse la même année.
Lanvall et Sabine annoncent leur premier projet parallèle appelé Voiciano en février 2014. Contrairement à Edenbridge, Voiciano se consacre uniquement à la musique acoustique. Voiciano republie son premier album, Everflow, en 2014. En novembre 2014, le groupe annonce son premier album vidéo, A Decade and a Half... The History So Far, pour célébrer leur quinzième année d'existence. 

### The Great Momentum(depuis 2015)
En juin 2016, le groupe annonce un nouvel album, The Great Momentum, prévu pour février 2017. Les titres qui y seront inclus sont A Turnaround in Art, The Die Is Not Cast, ''Return to Grace, Only a Whiff of Life, et la chanson de 12 minutes The Greatest Gift of All.

## Discographie

### Albums studio
- 2000 : Sunrise in Eden
- 2001 : Arcana
- 2002 : Aphelion
- 2004 : Shine
- 2006 : The Grand Design
- 2008 : MyEarthDream
- 2010 : Solitaire
- 2013 : The Bonding
- 2017 : The Great Momentum
- 2019 : Dynamind

### Albums live
- 2004 : A Livetime In Eden (en)
- 2009 : LiveEarthDream

### Compilations
- 2007 : The Chronicles of Eden

## Membres

### Membres actuels
- Sabine Edelsbacher - chant (depuis 1998)
- Arne « Lanvall » Stockhammer - guitare, claviers (depuis 1998)
- Dominik Sebastian - guitare (depuis 2009)
- Johannes Jungreithmeier - batterie (depuis 2016)

### Anciens membres
- Kurt Bednarsky - basse (1998-2002)
- Frank Bindig - basse (2004-2009)
- Robert Schoenleitner - guitare (2006-2007)
- Roland Navratil - batterie (1998-2007)
- Sebastian Lanser - batterie (2007-2007)
- Georg Adelmann - guitare (2000-2001)
- Andreas Eibler - guitare (2001-2004)
- Martin Mayr - guitare (2005-2006)
- Simon Holzknecht - basse (2009-2010)
- Max Pointner - batterie (2008-2016)
- Wolfgang Rothbauer - basse (2013-2016)